# Бошало
Бошало́ (фр. Beauchalot, окс. Vauchalòt) — коммуна во Франции, находится в регионе Юг — Пиренеи. Департамент — Верхняя Гаронна. Входит в состав кантона Сен-Мартори. Округ коммуны — Сен-Годенс.
Код INSEE коммуны — 31050.

## География
Коммуна расположена приблизительно в 650 км к югу от Парижа, в 75 км к юго-западу от Тулузы.
На юге коммуны протекает река Гаронна.

## Климат
Климат умеренно-океанический. Зима мягкая и снежная, весна характеризуется сильными дождями и грозами, лето сухое и жаркое, осень солнечная. Преобладают сильные юго-восточные и северо-западные ветры.

## Население
Население коммуны на 2010 год составляло 492 человек.
| 1962 | 1968 | 1975 | 1982 | 1990 | 1999 | 2010 |
| ---- | ---- | ---- | ---- | ---- | ---- | ---- |
| 316  | 315  | 342  | 350  | 380  | 392  | 492  |

## Администрация
| Период | Период | Фамилия       | Партия                  | Примечания |
| ------ | ------ | ------------- | ----------------------- | ---------- |
| 2001   | 2008   | Мишель Фонтан |                         |            |
| 2008   | 2020   | Жан-Люк Пикар | Социалистическая партия |            |

## Экономика
В 2010 году среди 315 человек трудоспособного возраста (15—64 лет) 226 были экономически активными, 89 — неактивными (показатель активности — 71,7 %, в 1999 году было 69,9 %). Из 226 активных жителей работали 198 человек (108 мужчин и 90 женщин), безработных было 28 (13 мужчин и 15 женщин). Среди 89 неактивных 19 человек были учениками или студентами, 35 — пенсионерами, 35 были неактивными по другим причинам.

## Достопримечательности
- Церковь Нотр-Дам (XIV век). Исторический памятник с 1950 года[4]